# Mercuriale vivace
Mercurialis perennis
Espèce
Classification phylogénétique
La Mercuriale vivace, Mercuriale pérenne, Chou de chien ou Cynocrambe (Mercurialis perennis L.), est une espèce de plantes à fleurs de la famille des Euphorbiaceae. C'est une plante herbacée des lieux plutôt frais sur sols alcalino-calcaires.

## Étymologie
De Mercure, le dieu qui découvrit les propriétés médicinales des mercuriales et du latin ; perennis : pérenne.

## Description
La plante est haute de 20 à 40 cm. Les feuilles, présentes seulement dans le haut de la tige, sont opposées, longues de 4 à 12 cm, les supérieures plus grandes que les inférieures, et sont de forme ovale-lancéolée, pointues, à petites dents, attachées à la tige par un court pétiole de maximum 5 mm.
Les fleurs femelles sont solitaires, formées d'un stigmate à deux lobes, sur un pédoncule axillaire, partant de l'aisselle d'une feuille. Les fleurs mâles, espacées sur un petit épi, sont sans pétales, et s'ouvrent en trois tépales qui révèlent 8 à 15 étamines.

## Écologie

### Mode de reproduction
On trouve des plants mâles et des plants femelles (plante dioïque). Les plants femelles se reconnaissent à l'absence d'inflorescence visible au dessus des feuilles, les fleurs femelles étant beaucoup plus discrètes.

### Floraison
Ses fleurs verdâtres et discrètes apparaissent d'avril à juin. 

### Habitat
Elle se développe à l'ombre des arbres à feuilles caduques des régions tempérées d'Europe, en particulier dans les hêtraies, et les forêts mixtes. C'est une plante sociale. Elle se propage essentiellement de façon végétative, formant en sous-bois, grâce à ses rhizomes, de vastes colonies. Les plants meurent au bout de six ans environ. Dans la nature, la reproduction par graine est très rare.

### Relations interspécifiques
Les feuilles de la mercuriale vivace sont la nourriture de plusieurs insectes,, notamment d'un petit coléoptère, Hermaeophaga mercurialis. Les larves se développent dans les racines de plantes du genre Mercurialis. L'adulte bleu-noir, de 2.3-3 mm de long, se nourrit des feuilles de Mercurialis perennis, où on remarque facilement des petits trous.
La chenille d'une noctuelle, la Méticuleuse (Phlogophora meticulosa) consomme également cette plante, parmi d'autres.
Plusieurs champignons peuvent vivre aux dépens de la plante: des champignon de type rouille, l'un du genre Melampsora, Melampsora rostrupii G. H. Wagner ex Kleb (également appelé Caeoma mercurialis  Link), trouvé sur la face inférieure des feuilles dans le Jura souabe, et un autre appelé Ramularia mercurialis-perennis Roum., du genre Ramularia, anamorphe de Mycosphaerella.

## Répartition
C'est une plante d'Europe, rencontrée de la Méditerranée à la Grande-Bretagne, à la Scandinavie et à l'Ouest de la Russie, ainsi qu'en Algérie, et en Asie du Sud-ouest (Turquie, Iran, Azerbaïdjan, Arménie, Géorgie). 

## Utilisation
L'ensemble de la plante est un purgatif énergique, elle est vénéneuse pour les bêtes.

## Galerie

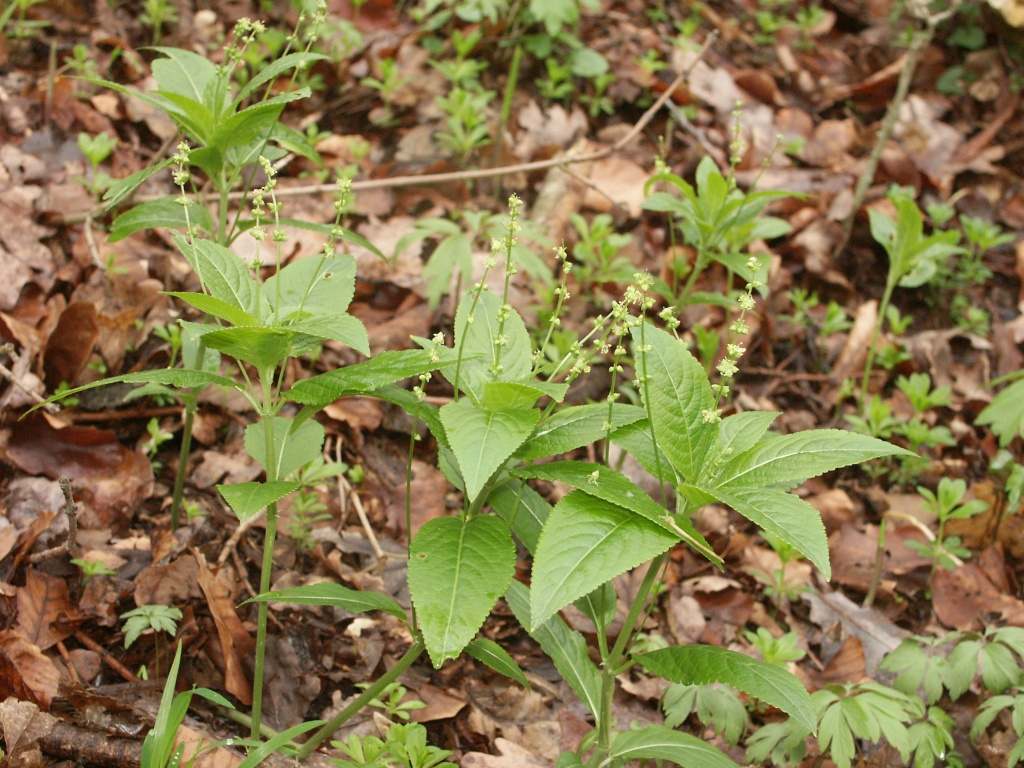
Mercuriale vivace.
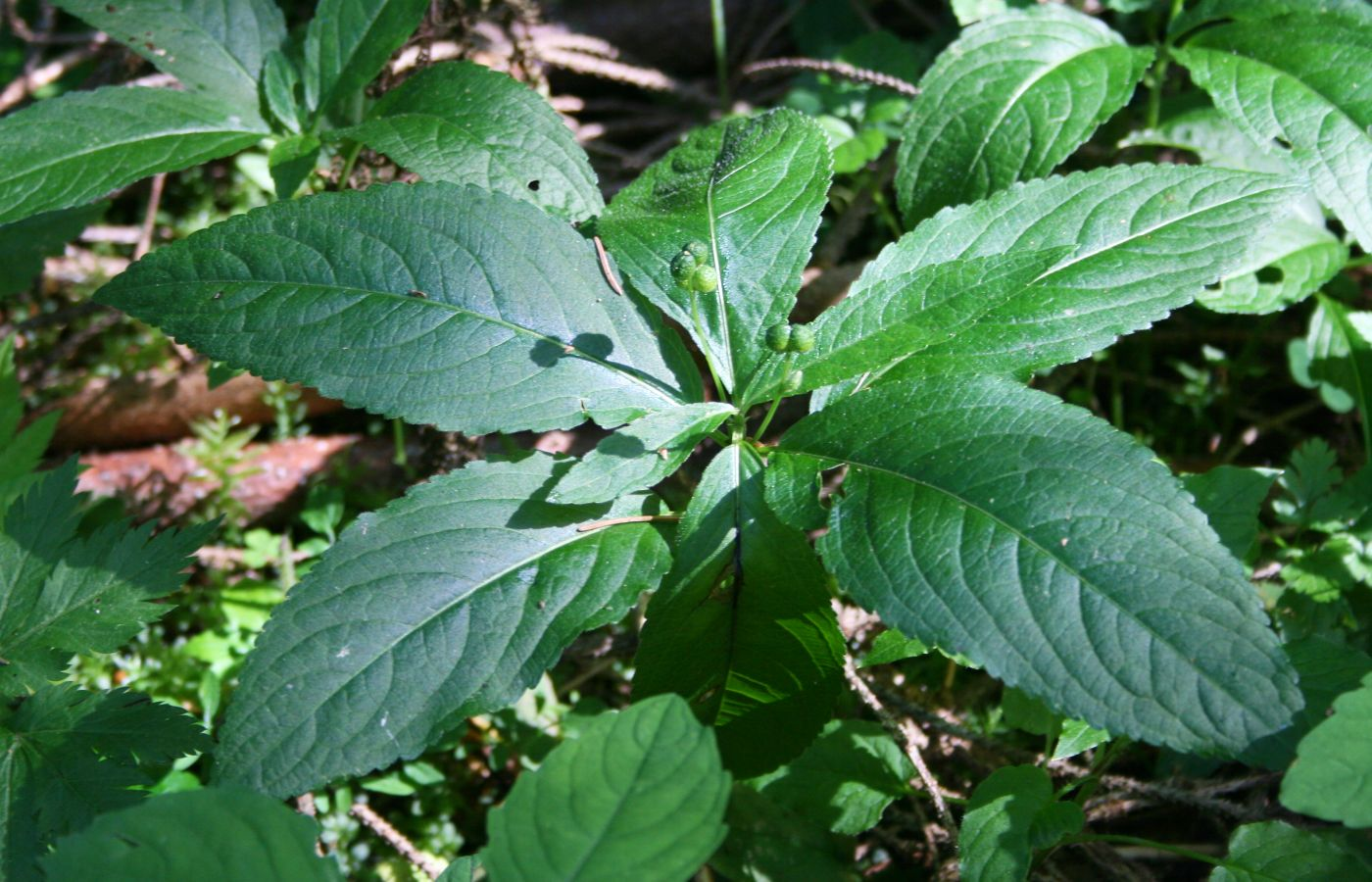
Feuilles.
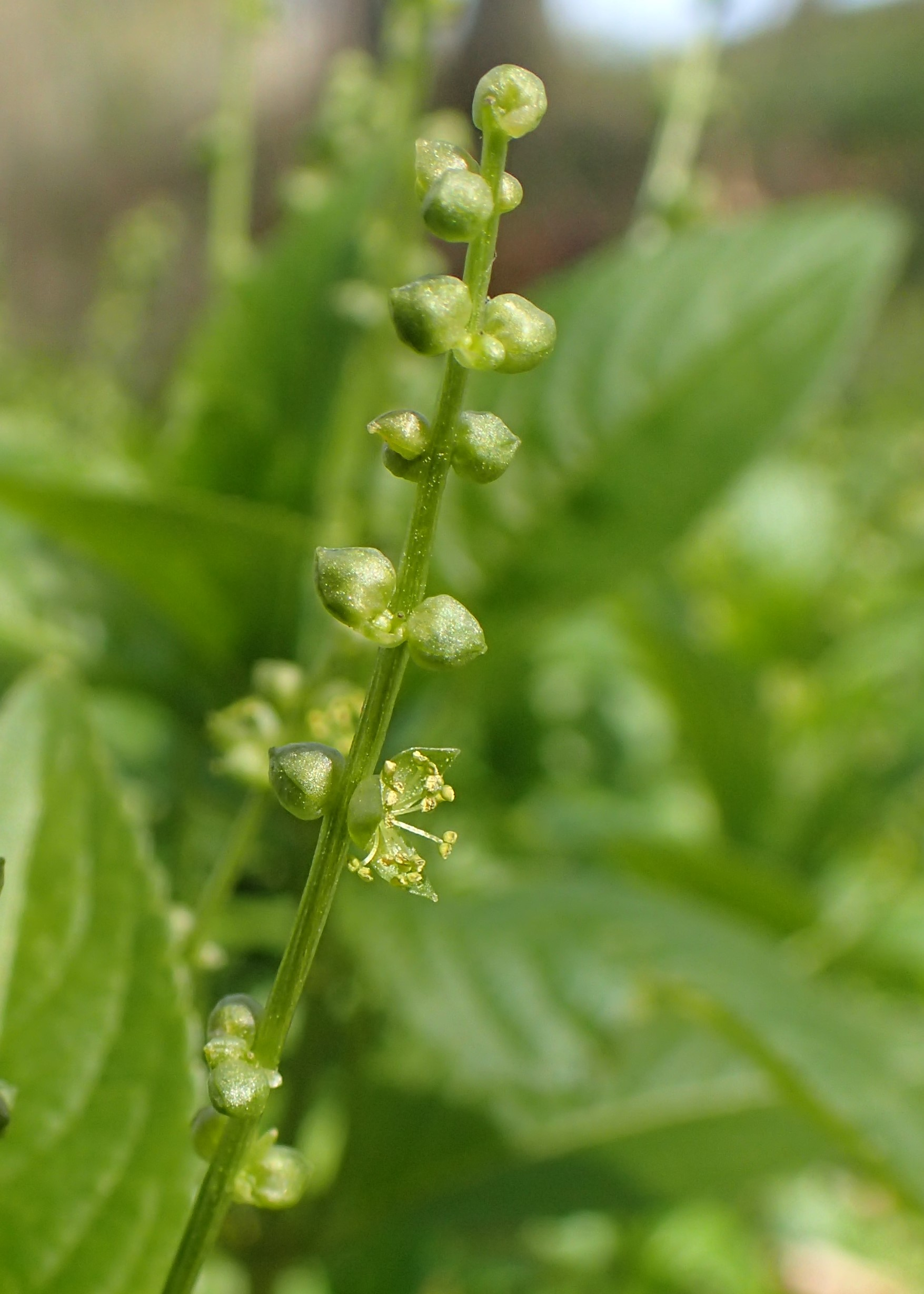
Épi de fleurs mâles en train de s'ouvrir.
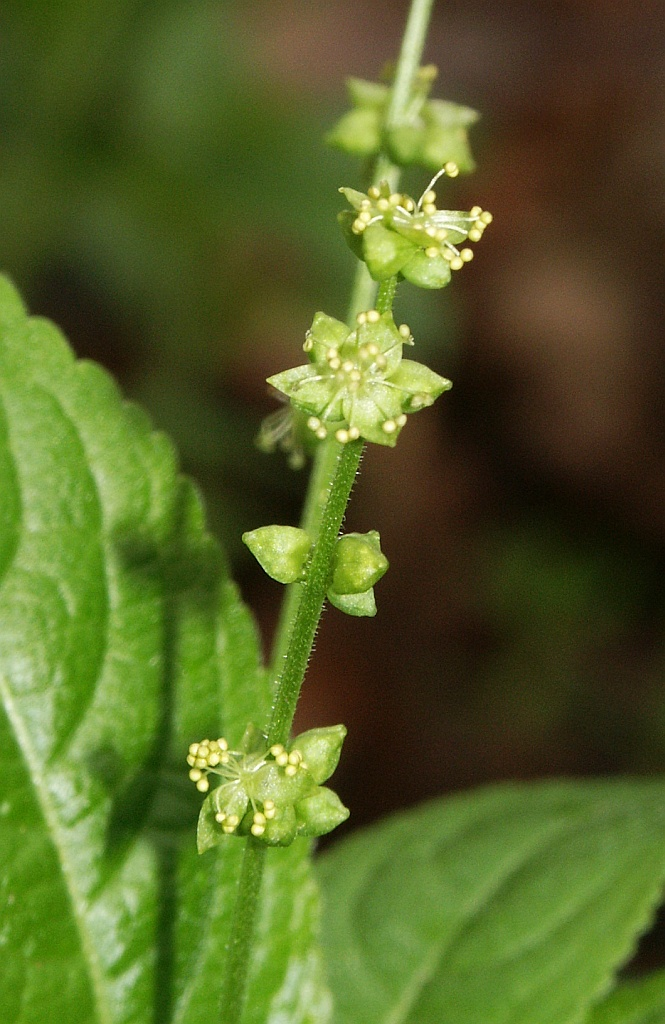
fleurs mâles.
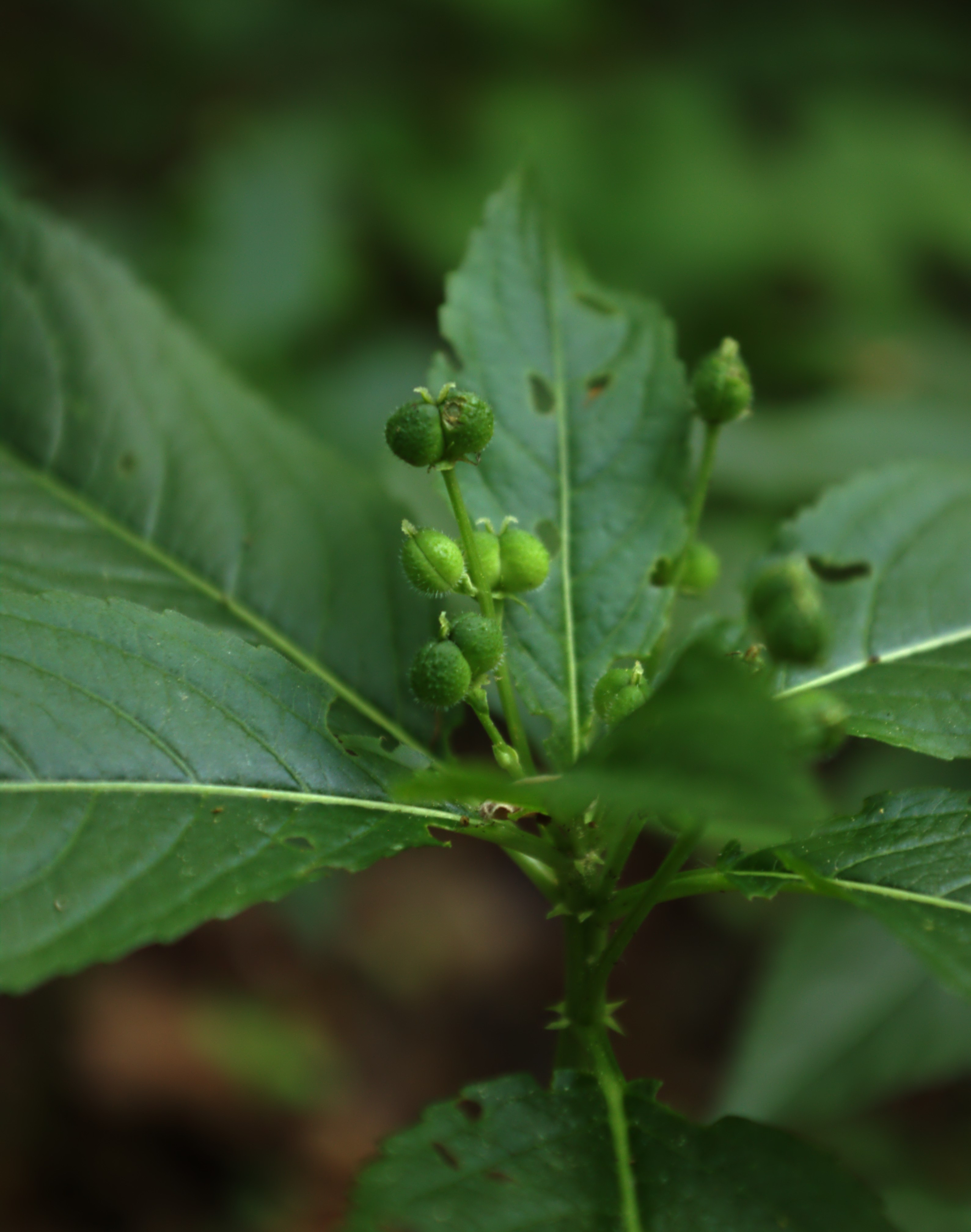
fruits.